# Roland Schwarzl
Roland Schwarzl, född 10 december 1980, är en friidrottare från Österrike. Han deltog vid olympiska sommarspelen 2004.